# Пољско-литванско-тевтонски рат
Пољско-литванско-тевтонски рат, познат и као Велики рат вођен је у периоду од 1409. до 1411. године између Краљевине Пољске и Великог војводства Литваније са једне и државе Тевтонских витезова са друге стране. Рат је отпочео тевтонским нападом на Пољску 1409. године.
Јуна 1410. године вођена је одлучујућа битка код Гринвалда, једна од највећих битака у средњем веку. Тевтонци су поражени и били су присиљени на склапање мира у Торну 1411. године.

## Предуслови
Тевтонски витезови, крсташки војнички ред, преселили су се 1230. године у Кулмерланд (данас у оквиру Кујавско-поморског војводства) и, на захтев Конрада I, краља Пољске и Мазовљана, покренули Пруски крсташки рат против паганских пруских племена. Уз подршку папе и Светог римског царства, Тевтонци су поразили и покрстили Прусе (до 1280-их). Сва пажња цркве сада је усмерена на паганско Велико војводство Литванију. Следећих стотину година Тевтонци упадају у литванске земље, посебно у Самогитију. Погранични крајеви Литваније потпуно су опустели, али Тевтонци нису овладали великим територијама. Литванци су одустали од Самогитије која је изгубљена у Литванском грађанском рату (1381—1384).
Године 1385. литвански кнез Владислав II Јагело оженио је Јадвигу Пољску. Владислав је прешао у хришћанство и крунисан је за краља Пољске стварајући тако заједницу Пољске и Литваније. Прелазак Литваније у хришћанство требало је отклонити верске разлоге за нападе Тевтонаца. Међутим, витезови су оспорили искреност Владиславовог преласка у хришћанство. Сукоби су настављени. Пољска је имала територијалних претензија према тевтонским територијама око Данцига, али су две државе углавном одржавале мир утврђен уговором у Калишу 1343. године. Сукоб је такође мотивисан и трговинским споровима: Тевтонци су контролисали доњи ток три највеће реке у Пољској и Литванији, Њемен, Висла и Западна Двина.

## Рат
Маја 1409. године отпочео је устанак против тевтонске власти у Самогитији. Литванија је подржала устанак те су витезови запретили да ће је напасти. Пољска је најавила своју подршку Литванији и запретила Тевтонцима да ће их напасти. Тевтонски војници евакуисали су Самогитију. Тевтонски велики мајстор, Улрих фон Јунгинген, објавио је рат Пољској и Литванији 6. августа 1409. године. Витезови су отпочели рат изненадним нападом на Великопољску и Кујаву. Спалили су дворац Добрин (Добжин на Висли), освојили Бобровники након двонедељне опсаде, опљачкали Бидгошч и опустошили неколико градова. Пољаци су организовали контранапад и повратили Бидгошч. Становници Самогитије напали су Мемел (Клајпеду). Међутим, ниједна од страна није била спремна за рат широких размера.
Немачки краљ Вацлав IV пристао је да посредује у спору. Примирје је потписано 8. октобра 1409. године. Истекло је 24. јуна 1410. године. Обе стране искористиле су паузу како би се припремиле за наставак рата. Истовремено су стране предузимале и дипломатске преговоре. Вацлав, који је од витезова добио 60.000 форинти, изјавио је да Самогитија припада Тевтонској држави, а да се само Добжин треба вратити Пољској. Витезови су поткупили и Жигмунда Луксембуршког. Жигмунд је понудио Витолду, кнезу Литваније, краљевску круну како би раздвојио Пољску од Литваније. Витолд је истовремено склопио мир са Ливонским редом. До децембра 1409. године пољски и литвански владари договорили су се о заједничкој стратегији. Њихове војске су уједињене кренуле ка Маријенбургу (Малборку), главном граду Тевтонских витезова. Витезови нису очекивали заједнички напад већ су се спремали за напад са две стране - од стране Пољака дуж Висле преко Данцига, а од Литванаца дуж Њемена према Рагниту. Како би одговорио на неочекивани напад, Улрих је концентрисао своје снаге у Свјећу. Град је био у таквом положају да се из њега могло одговорити на напад из било ког правца.

### Битка код Гринвалда и опсада Маријенбурга
Прва фаза Гринвалдске кампање отпочела је прикупљањем пољско-литванских трупа у Червинску, на око 80 km од пруске границе. Заједничка војска прешла је Вислу преко понтонског моста у року од недељу дана (24-30. јун 1410). У Пруској су им се придружиле трупе Сиемовита IV од Мазовије и Јануша I од Варшаве. Велика војска кренула је ка тевтонској престоници 3. јула. Граница је пређена 9. јула. Када је сазнао за напад, Улрих је у Свјећу оставио 3000 људи под Хенрихом од Плауена, а главне снаге је усмерио ка реци Дрвеца. Тевтонска војска прешла је реку у близини Лубаве, а затим је кренула ка североистоку крећући се паралелно са пољско-литванском војском.
Одлучујућа битка вођена је 15. јула 1410. године код села Гринвалд, Стебарк и Лудвигсдорф. Савремене процене броја војника помињу бројке у распону од 16.500 до 39.000 пољско-литванских и 11.000 до 27.000 тевтонских војника. Римокатоличке пољско-литванске трупе бориле су се раме уз раме са паганским Самогитима, православним Русинима и муслиманским Татарима. Двадесет и два различита народа, углавном германска, придружила су се Тевтонцима. Упркос технолошкој надмоћи Тевтонских витезова, поготову ако се има у виду претпоставка да је ово била прва битка у овом делу Европе у којој је коришћена пољска артиљерија, ипак се показало да је бројност и тактичка надмоћ пољско-литваснког савеза била одлучујућа за крајњи исход. Јан Жишка од Троцнова је изгубио око у овој бици. Пораз тевтонских витезова био је потпун. Око 8000 витезова је убијено. Многе вође реда су заробљене или убијене. Већина обичних витезова и плаћеника пуштена је из заробљеништва убрзо после битке.
Након битке код Гринвалда, пољско-литванске снаге одложиле су напад на тевтонску престоницу остајући три дана на бојном пољу. Марширали су у просеку само око 15 km дневно. Ово кашњење дозволило је Хенрику од Плауена да организује одбрану Маријенбурга. Владислав је у међувремену послао трупе које су освајале тевтонска утврђења. Многа су се предавала без отпора, укључујући и она у Данцигу, Торну, Елбингу. Само осам замкова остало је у тевтонским рукама. Пољско-литванска војска није била спремна за дуготрајну опсаду јер је патила од недостатка муниције, ниског морала и епидемије дизентерије. Витезови су апеловали на своје савезнике, Жигмунда Луксембуршког, Вацлава Немачког и Ливонски ред. Савезници су обећали финансијску помоћ и појачање. Опсада Маријенбурга отпочела је 19. септембра. Поско-литванске снаге напустиле су освојене тврђаве како би учествовале у опсади. Витезови су убрзо повратили већину тврђава. До краја октобра је само четири тврђава остало у пољским рукама. Владислав је Тевтонцима нанео још један пораз код Коронова 10. октобра 1410. године након чега су отпочели преговори.

## Мир и последице
Мир у Торну потписан је фебруара 1411. године. У складу са одредбама споразума, витезови су уступили територије око Добжина Пољској и пристали су да се одрекну претензија на Самогитију током владавине Владислава. Иако ће се између две стране убрзо водити још два рата (Рат глади и Голуб рат), уговором на Мелну трајно ће бити решен спор око територија. Мир у Торну наметнуо је тежак финансијски терет за витезове који се никада нису опоравили. Морали су платити одштету у сребру у висини десетогодишњег прихода Краљевине Енглеске, у четири годишње рате. Како би задовољили одредбе, Тевтонци су користили заплењено злато и сребро из цркава. Порези у Тевтонској држави су повећани. Два велика града, Данциг и Торн, побунила су се против пореза. Пораз код Гринвалда десетковао је тевтонску војску. Пошто су Пољска и Литванија сада биле хришћанске државе, Тевтонци су имали тешкоћа са регрутовањем крсташке војске. Велики мајстор се морао ослонити на најамничку војску што се показало неизводљивим за осиромашени буџет. Сукоби су кулминирали у Тринаестогодишњем рату (1454—1466).